# غريغ بوون
غريغ بوون (بالإنجليزية: Greg Boone)‏ هو لاعب كرة قدم أمريكية أمريكي، ولد في 14 سبتمبر 1986.